# Une Bastholm
Une Aina Bastholm (née le 14 janvier 1986 à Trondheim) est une personnalité politique norvégienne, leader du Parti de l'environnement - Les Verts. Elle a représenté Oslo au Storting, le parlement norvégien, de 2017 à 2021 et a été pendant cette période la seule membre de son parti à disposer d'un siège parlementaire. Elle a été élue pour représenter Akershus à la suite des élections de 2021.

## Biographie
Une Aina Bastholm est née le 14 janvier 1986 à Trondheim, en Norvège. À l'âge de 10 ans, sa famille a déménagé au nord, à Bodø, où elle est allée à l'école à Mørkved, non loin de là,.
Elle a commencé à s'intéresser à la politique à l'âge de 14 ans par le biais de groupes de jeunes tels que Press et la Ligue des jeunes travaillistes (AUF). Elle a étudié les sciences politiques à l'université d'Oslo et à l'université de Potsdam avant d'obtenir un master en politique internationale à l'université d'Aberystwyth au Pays de Galles,.

## Parcours politique
De retour à Trondheim après l'obtention de son diplôme en 2010, Bastholm a travaillé pour des groupes tels que L'avenir entre nos mains, l'Alliance norvégienne pour la protection des animaux et les Amis de la Terre Norvège. Elle a également aidé sa mère et sa sœur à ouvrir une épicerie familiale durable, à but non lucratif, nommée Etikken,.

### Parti de l'environnement - Les Verts
Bien qu'elle ait brièvement été membre du Parti travailliste dans sa jeunesse, Bastholm ne s'y est pas sentie à l'aise. Elle a étudié la politique verte dans le cadre de son mémoire de maîtrise et a rapidement été attirée par le Parti de l'environnement - Les Verts (MDG). Elle a rejoint le parti en 2010 et est devenue membre de son conseil central en 2012, avant de déménager à Oslo et de devenir la responsable du MDG pour le comté. En 2013, elle est devenue représentante adjointe au parlement, où elle a travaillé sous la direction du seul député de MDG à l'époque, Rasmus Hansson,,,.

### Porte-parole du parti

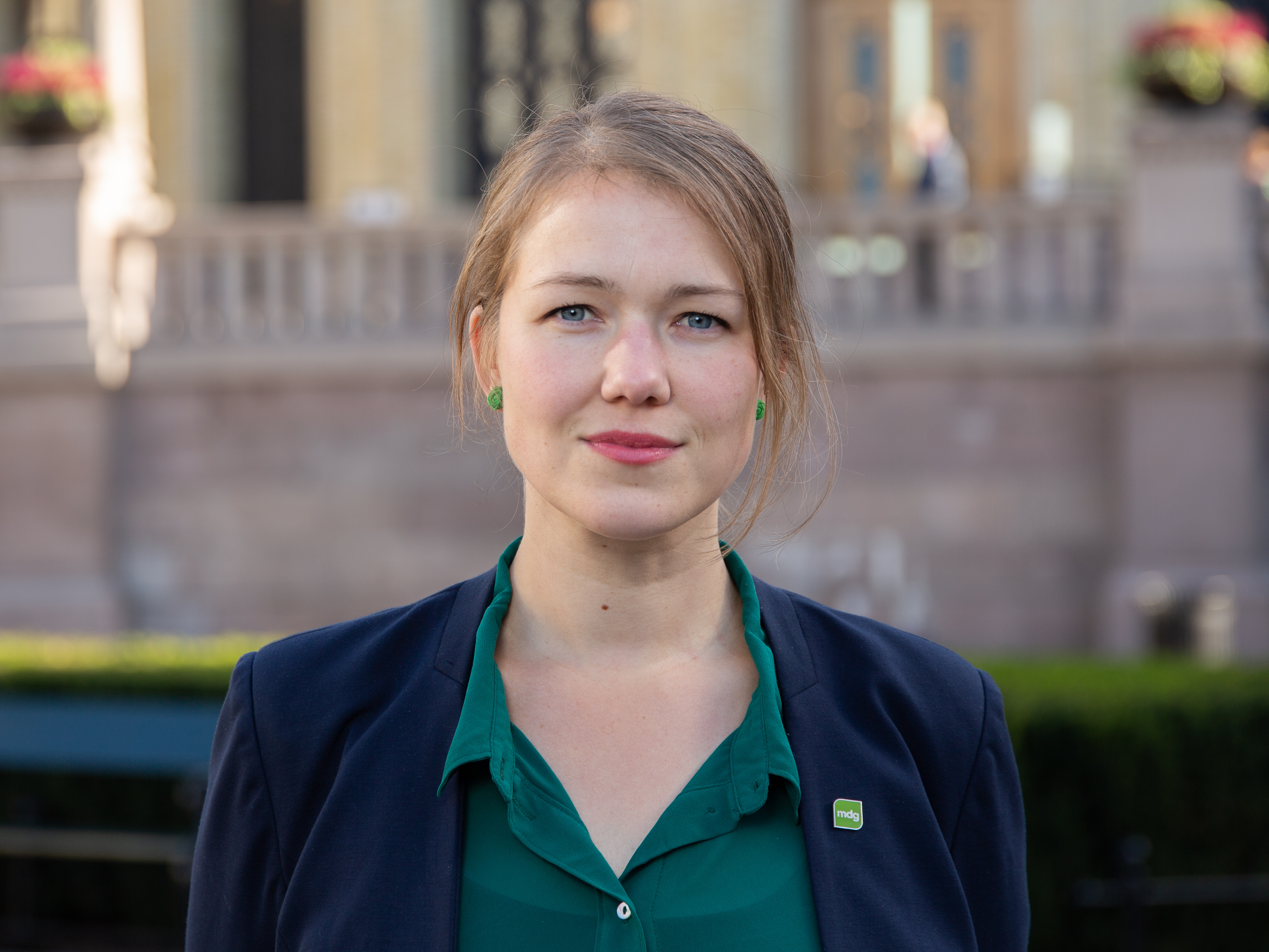
Une Bastholm en octobre 2018

En avril 2016, Bastholm s'est opposée à Hilde Lengali pour devenir l'une des deux porte-parole du MDG. Bastholm était la grande favorite avec le soutien de l'ensemble du comité de nomination - Hansson, qui allait devenir l'autre porte-parole, a menacé de démissionner si elle n'était pas élue. Bastholm a obtenu 142 voix contre 48 lors d'une réunion du parti à Økern et a occupé le poste de porte-parole aux côtés de Hansson jusqu'en 2018, date à laquelle son rôle a été repris par Arild Hermstad.

### Élections législatives de 2017 et siège au parlement
Lors des élections législatives norvégiennes de 2017, le MDG a obtenu 3,2% des voix et Bastholm est devenue députée de la circonscription d'Oslo. Rasmus Hansson ayant perdu son siège, elle est devenue la nouvelle représentante unique de MDG au parlement. Elle a siégé aux commissions des finances, de l'énergie/climat et des affaires étrangères/défense,. 

### Direction du parti
À la suite d'une conférence nationale en 2019, le Parti vert a décidé d'élire un seul chef, abolissant sa tradition d'avoir plusieurs porte-parole. Lors d'une réunion en avril 2020, Bastholm est élue première dirigeante du parti,,. Elle est réélue lors du congrès du parti de 2022, le 8 mai, aux côtés d'Arild Hermstad, qui reste chef adjoint, et d'Ingrid Liland, nouvelle adjointe supplémentaire.

### Élections législatives de 2021
Lors des élections législatives norvégiennes de 2021, la part de voix de MDG a augmenté de 0,6 % pour atteindre un total de 3,8 % et Bastholm a remporté un siège pour représenter la circonscription d'Akershus. Le parti a également obtenu deux sièges supplémentaires dans le district d'Oslo pour Rasmus Hansson et Lan Marie Berg, ce qui porte le nombre total de sièges de MDG à trois,,.

## Positions politiques
En 2016, en réponse à une question sur l'opportunité pour les membres du Parti vert de voyager en avion compte tenu de la position environnementale du parti, Une Aina Bastholm a déclaré qu'il serait impossible pour le parti de s'engager dans les régions les plus reculées de Norvège sans utiliser l'avion. Elle-même s'efforce d'éviter les vols lorsque c'est possible (elle a déjà voyagé pendant 19 heures en train et en bus pour se rendre à une conférence du parti à Narvik), mais elle admet que ce n'est pas une option viable pour tout le monde, en particulier pour les politiciens dans un pays étendu comme la Norvège. Elle souligne que les Verts ne sont pas totalement opposés au transport aérien, mais qu'ils cherchent plutôt à encourager les gens à prendre moins l'avion et à stopper la croissance du trafic aérien,.
En 2017, Mme Bastholm a annoncé qu'elle mettait fin à sa relation client avec DNB après que la publication des Panama Papers a conduit à des révélations sur le fait que la banque avait plus de 100 clients enregistrés aux Bermudes, un paradis fiscal populaire pour les entreprises.
Lors de la conférence du parti national numérique en avril 2020, Bastholm a qualifié la crise climatique de "gros titre de ce siècle" et a lancé un appel aux travailleurs norvégiens du secteur pétrolier, leur demandant d'utiliser leur expertise et leur expérience afin de contribuer à la construction de nouvelles industries renouvelables. Elle a également appelé le Premier ministre Erna Solberg à proposer aux compagnies pétrolières un paquet de restructuration écologique.
En décembre 2020, en réponse à l'annonce du budget 2021 de la Norvège, Bastholm a accusé le gouvernement de dépenser des milliards comme des "marins ivres". Ce commentaire a été critiqué à la fois par l'Association des officiers maritimes norvégiens et par Sylvi Listhaug du Parti du progrès. M. Bastholm a ensuite présenté des excuses pour ce commentaire,.
Dans une interview réalisée en mars 2021, Bastholm s'est dite convaincue que la liberté de choix dont jouissent les consommateurs norvégiens leur permet d'apporter un changement positif en matière de changement climatique.

## Vie privée
En raison de son déménagement entre le Trøndelag et le nord de la Norvège dans son enfance, Bastholm alterne entre le Trøndersk et le dialecte nordique, utilisant le premier lorsqu'elle s'adresse aux médias.
Elle est végétarienne depuis l'âge de 12 ans.
En juin 2017, Bastholm a annoncé qu'elle était enceinte de son premier enfant et qu'elle prendrait un congé de maternité. En septembre 2020, elle a annoncé la grossesse d'un deuxième enfant et a donné naissance en avril 2021 à une fille. Bastholm est revenue de son congé de maternité au début du mois d'août 2021, à l'approche des élections législatives norvégiennes de 2021,,.